# Taï hongjin
Le taï hongjin (en chinois 红金方言, hóngjīn fāngyán) est une langue taï-kadaï, parlée dans le Yunnan en Chine par des populations dai. La langue n'est pas écrite.

## Dialectes
Le taï hongjin, se répartit en cinq dialectes, le yuanxin, le yongwu, le maguan, le yuanjiang et le lüshi.

## Classification
Le taï hongjin appartient au sous-groupe des langues taï du Sud-Ouest, rattaché aux langues taï au sein de la famille taï-kadaï.

## Phonologie
Les tableaux présentent les phonèmes vocaliques et consonantiques du dialecte yuanjiang.

### Voyelles
|         | Antérieure | Centrale | Postérieure |
| ------- | ---------- | -------- | ----------- |
| Fermée  | i [i]      |          | ɯ [ɯ] u [u] |
| Moyenne | e [e]      | ə [ə]    | o [o]       |
| Ouverte | ɛ [ɛ]      | a [a]    | ɔ [ɔ]       |

### Diphtongues
Les diphtongues du taï hongjin Yuanjiang se terminent par trois voyelles, [i], [u] et [ɯ].

### Consonnes
|               |                | Bilabiales | Alvéolaires | Alvéolaires | Palatales | Vélaires  | Glottales |
| ------------- | -------------- | ---------- | ----------- | ----------- | --------- | --------- | --------- |
| Centrales     | Latérales      | Bilabiales |             |             | Palatales | Vélaires  | Glottales |
| Occlusives    | Sourde         | p [p]      | t [t]       |             |           | k [k]     | ʔ [ʔ]     |
| Occlusives    | Aspirées       | ph [pʰ]    | th [tʰ]     |             |           | kh [kʰ]   |           |
| Occlusives    | Asp. palat.    | phj [pʰʲ]  |             |             |           |           |           |
| Occlusives    | Palatales      | pj [pʲ]    | tj [tʲ]     |             |           |           |           |
| Occlusives    | Labiales       |            |             |             |           | kw [kʷ]   |           |
| Occlusives    | Lab. asp.      |            |             |             |           | khw [kʰʷ] |           |
| Fricatives    | sourdes        | f [f]      | s [s]       | ɬ [ɬ]       | ɕ [ɕ]     | x [ x]    | h [h]     |
| Fricatives    | Sonore         | v [v]      |             |             |           |           |           |
| Fricatives    | Palatales son. | vj [vʲ]    |             |             |           |           |           |
| Fricatives    | Lab. sourdes   |            | sw [sʷ]     |             | ɕw [ɕʷ]   | xw [ xʷ]  |           |
| Affriquées    | Sourdes        |            | ts [t͡s]     |             |           |           |           |
| Affriquées    | Aspirées       |            | tsh [t͡sʰ]   |             |           |           |           |
| Liquides      | Sonores        |            |             | l [l]       |           |           |           |
| Liquides      | Palatales      |            |             | lj [lʲ]     |           |           |           |
| Nasales       | Sonores        | m [m]      | n [n]       |             | ȵ [ ɲ]    |           |           |
| Nasales       | Palatales      | mj [mʲ]    |             |             |           |           |           |
| Semi-voyelles | Semi-voyelles  |            |             |             | j [ j]    |           |           |

### Une langue tonale
Le taï hongjin de Yuanjiang est une langue tonale qui possède dix tons. Les tons 7 à 10 n'apparaissent que dans des syllabes se terminant par une consonne [t] ou [p].
| Ton | Valeur | Exemple | Traduction    |
| --- | ------ | ------- | ------------- |
| 1   | 22     | ɬoŋ1    | un            |
| 2   | 54     | na2     | champ         |
| 3   | 213    | ʔui3    | canne à sucre |
| 4   | 32     | nam4    | eau           |
| 5   | 35     | ma5     | tremper       |
| 6   | 44     | mɯŋ6    | percer        |
| 7   | 213    | ɬip7    | dix           |
| 8   | 32     | mɔt8    | fourmi        |
| 9   | 35     | pɔt9    | poumon        |
| 10  | 44     | mɔt10   | ver           |

## Sources
- (zh) Zhou Yaowen, Luo Meizhen, 2001, 傣语方言研究 - Dǎiyǔ fāngyán yánjiū, Pékin, Mínzú chūbǎnshè  (ISBN 7-105-04625-2)